# Tiếng Norman
Tiếng Norman (Normaund, tiếng Pháp: Normand, Guernésiais: Normand, Jèrriais: Nouormand) là một ngôn ngữ Rôman, có thể được phân loại là một trong những ngôn ngữ Oïl cùng với tiếng Pháp, tiếng Picard và tiếng Wallon. Cái tên Norman Pháp đôi khi được sử dụng để mô tả không chỉ tiếng Norman mà cả ngôn ngữ hành chính tiếng Norman Anh và tiếng Pháp pháp luật được sử dụng ở Anh. Nói chung, dạng viết của Norman và tiếng Pháp hiện đại dễ thông hiểu lẫn nhau. Sự thông hiểu này phần lớn được gây ra bởi sự thích ứng dần dần của tiếng Norman với phép chính tả Pháp.
Sau cuộc chinh phục của người Norman, tiếng Norman đã làm biến đổi tiếng Anh một cách đáng kể, đồng thời hình thành phương ngữ Norman Anh. Tiếng Norman Anh được sử dụng ở miền trung và miền nam Anh từ thế kỷ thứ 11 cho đến khi nó bắt đầu bị thay thế dưới triều vua Edward III (1312-1377), người đã áp dụng tiếng Anh trong cả tòa án lẫn trong quốc hội.

## Phân bố địa lý
Tiếng Norman được nói ở lục địa Normandy ở Pháp, nơi nó không có địa vị chính thức, nhưng được xếp vào loại ngôn ngữ khu vực. Nó được dạy trong một vài trường cao đẳng gần Cherbourg-Octeville.